# Karlsbader Beschlüsse

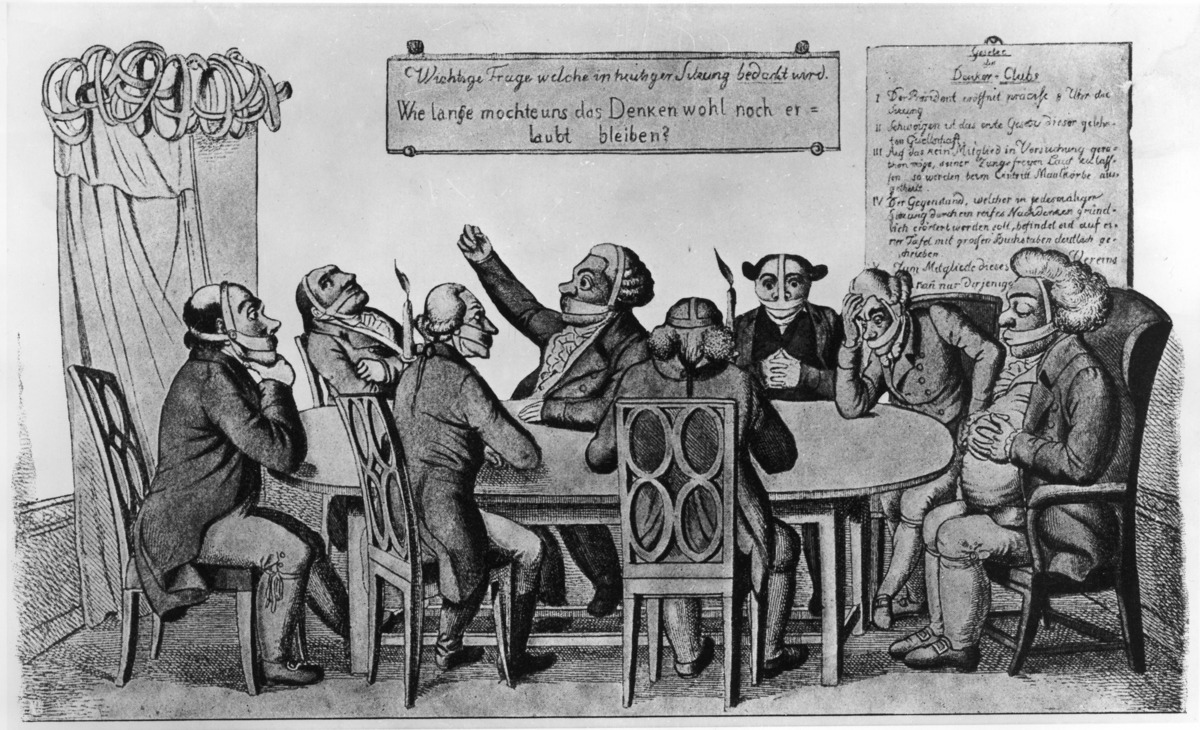
Der Denker-Club. Anonyme Karikatur gegen die durch die Karlsbader Beschlüsse eingeführte Zensur. Auf dem Schild an der Wand steht: Wichtige Frage, welche heute bedacht wird: Wie lange möchte uns das Denken wohl noch erlaubt bleiben?

Die Karlsbader Beschlüsse waren das Resultat der Ministerialkonferenzen vom 6. bis 31. August 1819 im damals böhmischen Karlsbad, das zum Kaisertum Österreich gehörte. Vertreter der einflussreichsten Staaten des Deutschen Bunds beschlossen dort repressive Obrigkeitsmaßnahmen, die sich gegen die deutsche Nationalbewegung und gegen liberale Forderungen nach Verfassung richteten. Namentlich wurden die Burschenschaften verboten, die Freiheit der Lehre an den Universitäten und die Meinungsfreiheit beschränkt und eine allgemeine Zensur eingeführt (Demagogenverfolgung). Die Karlsbader Beschlüsse blieben bis zur Revolution von 1848 in Kraft.

## Hintergrund
Die Konferenzen berieten über Maßnahmen zur Überwachung und Bekämpfung liberaler und nationaler Tendenzen im nachnapoleonischen Deutschland. Als Kurort war die Stadt gut geeignet, das geheime Treffen als eher zufällige private Zusammenkunft von Diplomaten und Ministern darzustellen und so vor den Augen der Öffentlichkeit zu verbergen. Die Beschlüsse entstanden unter der Ägide des österreichischen Außenministers und späteren Staatskanzlers Klemens Wenzel Lothar von Metternich. Grundlage der Beschlüsse war die am 1. August 1819 in der nordböhmischen Stadt Teplitz vereinbarte Teplitzer Punktation zwischen dem Kaisertum Österreich und dem Königreich Preußen. Dabei war es Metternich nicht zuletzt darum gegangen, eine preußische Verfassung zu verhindern, wie sie Staatskanzler Karl August Fürst von Hardenberg befürwortete. Er streute Gerüchte aus, alle engeren Mitarbeiter Hardenbergs wären verkappte Demokraten oder gar „aktive Teilnehmer an der Verschwörung gegen den preußischen Thron“. Damit hatte er Erfolg. Preußen erhielt erst 1848 eine eigene Verfassung.

### Ermordung Kotzebues am 23. März 1819
Anlass für die Karlsbader Beschlüsse war die damals an verschiedenen deutschen Höfen vorherrschende Revolutionsangst. Anlass und Rechtfertigung für die Karlsbader Beschlüsse war der Mord an dem Schriftsteller und russischen Generalkonsul August von Kotzebue am 23. März 1819, begangen vom Theologiestudenten und Erlanger/Jenaer Burschenschafter Karl Ludwig Sand. Weil Kotzebues Agententätigkeit für den russischen Hof und seine restaurative Haltung allgemein bekannt war, reagierten zahlreiche deutsche Intellektuelle mit gemischten Gefühlen: Der politische Mord wurde allgemein verworfen, gleichzeitig sah man aber die Ursache in dem „bestehenden Despotismus“. Der Publizist Joseph Görres notierte, verbreitet begegne eine „Mißbilligung der Handlung bei Billigung der Motive“. Auf der anderen Seite löste der Mord bei den Vertretern der Restauration eine wahnhafte Furcht vor einer unmittelbar bevorstehenden Revolution aus, die absichtsvoll weiter geschürt wurde. Der preußische Justizminister Karl Albert von Kamptz behauptete, es gäbe Gruppierungen in Deutschland, die „den klar und besonnen ausgesprochenen Zweck verfolgen, mittels Vernichtung der bestehenden Regierung durch Verführung der Jugend und des Volkes, wenn nötig durch Blut und Gewalt, Deutschland in eine Republik zu verwandeln.“ Davon konnte aber in Wahrheit keine Rede sein.

### Hep-Hep-Krawalle ab dem 2. August 1819
Vier Tage vor Beginn der Karlsbader Konferenzen begannen in Würzburg massive antijüdische Ausschreitungen, die sich in den folgenden Wochen auf über 80 Städte und Ortschaften im Deutschen Bund und über seine Grenzen hinaus ausbreiteten. Die Hep-Hep-Krawalle wurden von den Verhandlungsführern in Karlsbad als „revolutionäre Umtriebe“ eingeschätzt. Während der Karlsbader Verhandlungen wurde deshalb in Mainz eine Untersuchungskommission eingesetzt, die auch die Hintergründe der Unruhen aufklären sollte. Metternich äußerte sich in einem Brief vom 14. August 1819 bezüglich der Krawalle:

„Sobald [sich] Ausbrüche der rohen Masse einmal […] in einem Staat gezeigt haben, ist sonst keine Sicherheit vorhanden, dass dieselben nicht zu jedem Augenblick und über jeden anderen Gegenstand wieder entstehen könnten.“

Die zeitgenössische Wahrnehmung der Regierungsbehörden, dass hauptsächlich nationalistisch eingestellte Intellektuelle oder Burschenschafter Urheber der Krawalle waren, gilt inzwischen als widerlegt, da es sich bei den Hep-Hep-Krawallen vornehmlich um soziale, durch die Judenemanzipation ausgelöste Proteste handelte. Dennoch führte die durch die Hep-Hep-Krawalle angeheizte Revolutionsangst dazu, dass die Beschlüsse schnell durchgesetzt und am 20. September 1819 in Frankfurt verabschiedet wurden. Eine Erklärung hierfür gibt Jacob Katz:

„Die Konferenz wurde am 6. August eröffnet, und während ihrer Sitzungen erhielt sie die Nachrichten über die Ereignisse in Würzburg und Frankfurt. Damals waren noch keine Beschlüsse in Bezug auf die Mittel gefasst worden, die politische Unruhe zu zügeln. Die Meinungen waren geteilt zwischen einer gewissen Liberalität und einem scharfen Vorgehen. Die Berichte über die Angriffe auf die Juden bestärkten natürlich die letztere Richtung.“

## Zustandekommen
In dieser Atmosphäre lud Metternich Vertreter der zehn größten Mitgliedsstaaten des Deutschen Bundes zu einer Geheimkonferenz nach Karlsbad ein, die vom 6. bis zum 31. August 1819 tagte. In 23 langen Arbeitssitzungen stimmten die Delegierten den bereits in Teplitz beschlossenen Repressionsmaßnahmen zu. Keinen Erfolg hatte er allerdings mit seinem Versuch einer verfassungspolitischen „Gleichschaltung“ der Bundesstaaten. Zwar argumentierte sein Berater Friedrich von Gentz in mehreren Denkschriften, mit den in Art. XIII der Deutschen Bundesakte zugesagten „landständischen Verfassungen“ seien durchaus keine Repräsentativverfassung mit Volkssouveränität gemeint, sondern lediglich eine Mitwirkung der Landstände an der Steuerbewilligung, wie sie in der Frühen Neuzeit bestanden hatte. Hiergegen wehrten sich die Vertreter Bayerns und Württembergs, wo bereits moderne Verfassungen in Kraft waren. Der bayerische Minister Maximilian Emanuel von Lerchenfeld notierte empört, es zeige sich „deutlicher als alles von welcher Seite revolutionäre Umtriebe zu besorgen seien, wer die bestehende Ordnung der Verhältnisse umstürzen wolle“ – nämlich Metternich.
Der österreichische Staatskanzler konnte daher nur die Repressionsmaßnahmen gegen die echten und imaginierten Demagogen durchsetzen und leitete diese rasch der Frankfurter Bundesversammlung zu, die sie am 20. September 1819 einstimmig verabschiedete. Dieses Vorgehen verstieß in gleich mehreren Punkten gegen die Bundesakte, weshalb es in der Forschung nachgerade als „Bundes-Staatsstreich“ bezeichnet wird: Zum einen sah sie eine vierzehntägige Beratungsfrist für jeden Antrag vor – über die Karlsbader Beschlüsse wurde nur drei Tage lang beraten. Dann bestimmte Art. IV der Bundesakte, dass die Bundesversammlung das alleinige Gremium zur Erarbeitung von Bundesbeschlüssen sei. Und schließlich hatte Metternich gegen die Gleichberechtigung aller 41 Bundesmitglieder verstoßen, da zur Karlsbader Konferenz nur Vertreter von zehn von ihnen geladen worden waren. All das änderte aber nichts daran, dass die Beschlüsse in Kraft traten.

## Inhalt
Der Bundestag beschloss vier Gesetze: die Exekutionsordnung, das Universitätsgesetz, das Preßgesetz (Pressegesetz) und das Untersuchungsgesetz. Diese Gesetze bewirkten das Verbot der öffentlichen schriftlichen Meinungsfreiheit und der Burschenschaften, die Überwachung der Universitäten, die Schließung der Turnplätze (Turnsperre von 1820 bis 1842), die Zensur der Presse sowie Entlassung und Berufsverbot für liberal und national gesinnte Professoren, die ihre Einstellung ihren Schülern vermittelten. Insbesondere das Pressegesetz ver- oder behinderte die Verbreitung von Konzepten, Ideen und Gedanken, die damals aufrührerisch waren, aus heutiger Sicht aber als fortschrittlich bewertet werden. Die zentrale Reglementierung sah vor, dass alle Veröffentlichungen unter zwanzig Bogen, d. h. 320 Seiten einer Vorzensur unterlagen; umfangreichere Schriften mussten sich einer Nachzensur unterziehen. Es wurde die Mainzer Zentraluntersuchungskommission eingeführt.

## Folgen
Mit den Karlsbader Beschlüssen wurde der Deutsche Bund, wie Heinrich August Winkler schreibt, ein „Instrument zur Unterdrückung aller freiheitlichen und nationalen Bestrebungen“. Da es keine bundesrechtliche Pflicht zur gliedstaatlichen Veröffentlichung des Gesetzestextes gab, wurde es in einigen Gliedstaaten nicht veröffentlicht und trat formal in diesen nicht in Kraft, was z. B. in Kiel Quelle vieler Rechtsprobleme war.
Die Karlsbader Beschlüsse griffen nicht nur in die Rechte der Gliedstaaten ein, sondern auch in die unabhängige Akademische Gerichtsbarkeit, die teilweise über Jahrhunderte bestanden hatte. Der Umsetzung der Karlsbader Beschlüsse diente die Mainzer Zentraluntersuchungskommission.
Eine wesentliche Qualität der Beschlüsse besteht darin, dass der Deutsche Bund eine Art „Verfassungsschutz“ etablierte, mit dem die Träger liberaler und nationaler Ideen als Demagogen aufgespürt und verfolgt wurden – wie Hans-Ulrich Wehler schreibt, ein „Reflex konservativer Verschwörungstheorie.“ Diese Demagogenverfolgung fand besonders intensiv im Königreich Preußen und im Kurfürstentum Hessen statt.
Betroffen durch Verfolgung und Inhaftierung waren z. B. Ernst Moritz Arndt, Karl Marx, Heinrich Hoffmann von Fallersleben, Hans Ferdinand Maßmann, Franz Lieber, Christian Sartorius, Georg Büchner, Fritz Reuter, Friedrich Ludwig Jahn, Karl Theodor Welcker und Friedrich Gottlieb Welcker.
E. T. A. Hoffmann, der 1819 bis 1821 als Kammergerichtsrat selbst in der preußischen Immediat-Kommission zur Ermittlung hochverräterischer Verbindungen und anderer gefährlicher Umtriebe saß, hat die Vorgangsweise der Behörden in seiner Erzählung Meister Floh satirisch dargestellt. Er bekam dadurch selbst Schwierigkeiten mit der Zensur und der Disziplinarbehörde.
In der Folge des Hambacher Festes wurde die Demagogenverfolgung 1832 noch einmal erneuert. Erst mit der Deutschen Revolution 1848/49 wurden die Karlsbader Beschlüsse vom Bundestag am 2. April 1848 wieder abgeschafft.
Die strikten Überwachungs- und Unterdrückungsmaßnahmen führten auch dazu, dass die Welle der Hep-Hep-Krawalle im September rigide bekämpft und im Oktober 1819 gebrochen wurde.
Zu den sogenannten Demagogenverfolgern gehörten Karl von Abel, Heinrich von Prieser und Karl von Preuschen.